# Az Újság
Az 1903-tól kiadott Az Újság – majd 1925-től névelő nélkül Újság, a címlap fejlécében: Az Ujság, később: Ujság – délutánonként megjelenő politikai napilap volt Budapesten. Első száma 1903 utolsó napján jelent meg, utolsó lapszáma a XLIII. évfolyam (Ujság címen XX. évfolyam) 67. száma volt 1944. március 23-án.

## Története
A lapot Gajári Ödön (1852–1919) indította meg, aki haláláig főszerkesztője és vezércikkírója maradt a lapnak. Az Újság Tisza István politikáját támogató – akkor: kormánypárti – periodika volt. Színvonalát a szerkesztőség összeállítása biztosította: a Pesti Hírlaptól érkező Kenedi Géza és Kóbor Tamás, az író Herczeg Ferenc, a publicista Kozma Andor, rövid ideig Mikszáth Kálmán is a lap főmunkatársai közé tartozott, de a pályakezdő Móricz Zsigmond is hat évig írt a lapnak. A pályakezdő Rejtő Jenő első írásai (novellák a tárcarovatban) is itt jelentek meg (1928-tól).
Herczeg Ferenc visszaemlékezése szerint a napilap a korábbi kormánylapok nagyképű passzivitásával szemben kifejezetten harcos, támadó jellegű volt. Ágai Béla egész élete összeforrt a lappal: kezdetben írt bele, majd helyettes szerkesztője lett, 1929-től – már Ujság néven – felelős kiadója, 1939-től a kiadói részvénytársaság vezérigazgatója volt. 1942-ben származása miatt távolították el pozíciójából.
Az 1925. május 31-i szám címoldalán közölték Beniczky Ödön belügyminiszter vallomását arról, hogy gyilkolták meg Somogyi Bélát, a Népszava főszerkesztőjét. A vallomás egyértelművé tette, hogy a gyilkosság hátterében Horthy Miklós állt. A lapot betiltották, a cikket közlő Kóbor Tamást pénzbüntetésre ítélték. A megszűnt Az Újság jogutódjaként azonban 1925. július 12-én megjelent Újság néven az új napilap Ágai Béla és Keszler József szerkesztésében.
A lap néhány nappal a német megszállást követően, 1944. március 23-án jelent meg utoljára, minden értesítés és előzmény nélkül megszűnt.

## Kiadási, megjelenési adatok
A lap 1904-ben 15 ezer, 1913-ban 65 ezer példányban jelent meg, ezzel az ismertebb fővárosi lapok sorába tartozott. Arányait tekintve az egyik legnagyobb terjedelmű hirdetési rovata volt a napilapok között.
A lap következetesen, 1944-ig megőrizte nevének rövid u-s írásmódját a címoldal fejlécében. Egy 1934-ben megjelent szerkesztői üzenet ekként tájékoztatott egy reklamáló olvasót: „Az  U j s á g-ot gépen szedik. A szedőgépeket külföldön gyártják, ahol nem ismerik a hosszú, ékezettel jelölt u-betűt, Röviden: a szedőgépben nincs hosszú u-betű”.